# Puc (priimek)
Puc je priimek več znanih Slovencev:
- Anja Puc (*1988), atletinja tekačica
- Anton Puc (1898—19??), pesnik
- Blaž Puc (*1978), nogometaš
- Boris Puc (1907—1975), pravnik, odvetnik, diplomat
- Breda Puc Bijelič, umetnostna zgodovinarka
- Danilo Puc
- David Puc, slovenist (dr.), prof. škofijske gimnazije
- Desa Puc, prevajalka (za gledališče...)
- Dinko Puc (1879—1945), pravnik in politik
- Gregor Puc (1868—?)  rezbar, podobar
- Ivan Puc (1877—1935), podobar
- Ivan Puc, novinar, publicist
- Iztok Puc (1966—2011), rokometaš
- Janez Puc (1722—1760), zvonar
- Jože Puc, atlet
- Katarina Puc, prevajalka
- Matej Puc (*1982), igralec
- Matjaž Puc (1946—2008) krasoslovec, speleolog, muzealec, publicist, diplomat
- Melhior Puc, fužinar in rudar iz Labotske doline, ki je 1620 v Črno na Koroškem prenesel koncesijo za dve talilni peči in na Mušeniku postavil prve fužine
- Meta Puc Ornik, TV-voditeljica
- Olga Draščik Puc (1886—1970), predsednica Kluba primorskih dam
- Sabina Puc, modna oblikovalka, pedagoginja
- Stojan Puc (1921—2004), šahovski velemojster
- Veselka Šorli Puc (1949—2017), slikarka, publicistka